# Сенной (Астраханская область)
Сенной — посёлок в Наримановском районе Астраханской области России. Входит в состав Ахматовского сельсовета.

## География
Посёлок находится в южной части Астраханской области, на левом берегу ерика Сенной, на расстоянии примерно 26 км (по прямой) к юго-юго-востоку (SSE) от города Нариманов, административного центра района. Абсолютная высота — 24 м ниже уровня моря. От города Астрахань отделён рекой Кривая Болда.

### Климат
Климат умеренный, резко континентальный. Характеризуется высокими температурами летом и низкими — зимой, малым количеством осадков, а также большими годовыми и летними суточными амплитудами температуры воздуха.

## Население
| 2002 | 2010 | 2013 | 2014 |
| ---- | ---- | ---- | ---- |
| 113  | ↗132 | ↗140 | ↘134 |

### Половой состав
По данным Всероссийской переписи, в 2010 году численность населения посёлка составляла 132 человека (69 мужчин и 63 женщины).

### Национальный состав
Согласно результатам переписи 2002 года, в национальной структуре населения татары составляли 37 %, русские — 34 %.
| Национальность | Численность (2010) | Процент |
| -------------- | ------------------ | ------- |
| Татары         | 34                 | 25,6%   |
| Русские        | 33                 | 24,8%   |
| Чеченцы        | 18                 | 13,5%   |
| Казахи         | 17                 | 12,8%   |
| Кумыки         | 12                 | 9%      |
| Ногайцы        | 9                  | 6,8%    |
| Украинцы       | 4                  | 3%      |
| Белорусы       | 3                  | 2,3%    |
| Лезгины        | 3                  | 2,3%    |
| Всего          | 133                | 100%    |

## Улицы
| - ул. Васильковая, - ул. Дорожная, - ул. Молодёжная, | - ул. Набережная, - ул. Степная, - ул. Центральная. |